# بوكر بيتمان
بوكر بيتمان (بالإنجليزية: Booker Pittman)‏ هو عازف جاز أمريكي، ولد في 3 مارس 1909 في فيرمونت هايتس في الولايات المتحدة، وتوفي في 19 أكتوبر 1969 في ساو باولو في البرازيل بسبب سرطان.

## وصلات خارجية
- بوكر بيتمان على موقع IMDb (الإنجليزية)
- بوكر بيتمان على موقع ميوزك برينز (الإنجليزية)
- بوكر بيتمان على موقع أول ميوزيك (الإنجليزية)
- بوكر بيتمان على موقع ديسكوغز (الإنجليزية)